# Noel Furlong
J.J. Furlong, meglio noto come Noel Furlong (Dublino, 25 dicembre 1937 – Dublino, 27 giugno 2021), è stato un giocatore di poker irlandese, campione del mondo nel 1999.
Furlong deve il suo soprannome Noel al giorno di nascita. Vinse le World Series of Poker 1999, accaparrandosi il premio di 1.000.000 di dollari.
Fino al 2005 ha detenuto il record di giocatore irlandese con la più alta cifra di guadagni ottenuti in carriera; il primato è detenuto oggi da Andy Black.
Nel 1987 e nel 1989 vinse l'Irish Poker Open, il più antico torneo di poker d'Europa.
Si calcola che fino al 2011 abbia vinto più di 1.100.000 dollari nei tornei dal vivo della sua carriera.